# Gnotus rugipectus
Gnotus rugipectus är en stekelart som först beskrevs av Thomson 1886.  Gnotus rugipectus ingår i släktet Gnotus och familjen brokparasitsteklar. Arten är reproducerande i Sverige. Utöver nominatformen finns också underarten G. r. segregatae.